# Louis Abel Caillouet
Louis Abel Caillouet (* 2. August 1900 in Thibodaux, Louisiana, USA; † 16. September 1984) war Weihbischof in New Orleans.

## Leben
Louis Abel Caillouet empfing am 7. März 1925 das Sakrament der Priesterweihe.
Am 2. August 1947 ernannte ihn Papst Pius XII. zum Titularbischof von Setea und bestellte ihn zum Weihbischof in New Orleans. Der Erzbischof von New Orleans, Joseph Rummel, spendete ihm am 28. Oktober desselben Jahres die Bischofsweihe; Mitkonsekratoren waren der Bischof von Lafayette, Jules Benjamin Jeanmard, und der Bischof von Alexandria, Charles Pasquale Greco.
Am 7. Juli 1976 nahm Papst Paul VI. das von Louis Abel Caillouet aus Altersgründen vorgebrachte Rücktrittsgesuch an.